# Блу-Ридж (Вірджинія)
Блу-Ридж (англ. Blue Ridge) — переписна місцевість (CDP) в США, в окрузі Ботаторт штату Вірджинія. Населення — 3185 осіб (2020).

## Географія
Блу-Ридж розташований за координатами 37°22′47″ пн. ш. 79°49′20″ зх. д. / 37.37972° пн. ш. 79.82222° зх. д. (37.379843, -79.822204).  За даними Бюро перепису населення США в 2010 році переписна місцевість мала площу 15,77 км², з яких 15,77 км² — суходіл та 0,00 км² — водойми.

## Демографія
Згідно з переписом 2010 року, у переписній місцевості мешкали 3084 особи в 1208 домогосподарствах у складі 965 родин. Густота населення становила 196 осіб/км².  Було 1269 помешкань (80/км²).
Расовий склад населення:
| - 95,8 % — білих - 2,6 % — чорних або афроамериканців - 0,4 % — азіатів - 0,2 % — корінних американців |

До двох чи більше рас належало 0,9 %. Частка іспаномовних становила 0,8 % від усіх жителів.
За віковим діапазоном населення розподілялося таким чином: 21,4 % — особи молодші 18 років, 63,3 % — особи у віці 18—64 років, 15,3 % — особи у віці 65 років та старші. Медіана віку мешканця становила 45,8 року. На 100 осіб жіночої статі у переписній місцевості припадало 97,2 чоловіків;  на 100 жінок у віці від 18 років та старших — 97,1 чоловіків також старших 18 років.
Середній дохід на одне домашнє господарство  становив 76 110 доларів США (медіана — 61 071), а середній дохід на одну сім'ю — 91 222 долари (медіана — 84 542). Медіана доходів становила 60 172 долари для чоловіків та 34 455 доларів для жінок. За межею бідності перебувало 9,8 % осіб, у тому числі 10,7 % дітей у віці до 18 років та 0,0 % осіб у віці 65 років та старших.
Цивільне працевлаштоване населення становило 1245 осіб. Основні галузі зайнятості: роздрібна торгівля — 23,8 %, освіта, охорона здоров'я та соціальна допомога — 17,7 %, транспорт — 9,6 %, науковці, спеціалісти, менеджери — 8,8 %.